# Liste des monuments historiques du 12e arrondissement de Paris

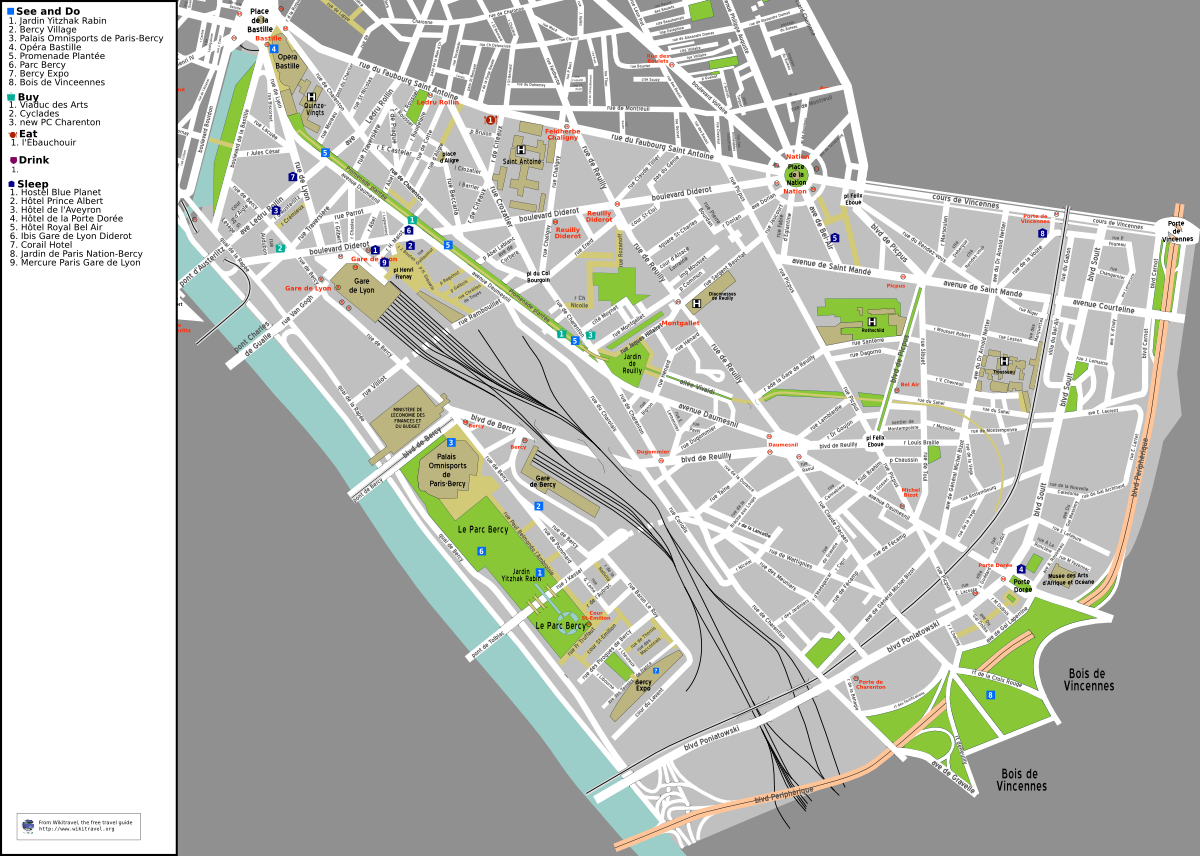
Plan du de Paris.

Cet article recense les monuments historiques du 12e arrondissement de Paris, en France.

## Statistiques
En 2011, le 12e arrondissement compte 33 édifices inscrits sur la liste des monuments historiques, le 14e arrondissement de Paris en nombre d'édifices inscrits, après le 11e (44 édifices inscrits) et avant le 18e (29). 5 sont classés au titre des monuments historiques, au moins partiellement, 28 sont inscrits. Deux immeubles au 12 et 12bis quai de la Rapée, inscrits en 1962, ont été détruits en 1983 pour permettre la construction du bâtiment du ministère de l'Économie. Par ailleurs, la pagode vietnamienne du jardin tropical, inscrite en 1965, a été incendiée en 1984.
4 édifices sont situés dans le bois de Vincennes ; le château de Vincennes est également situé en partie sur la commune voisine de Vincennes. L'hospice Saint-Michel est situé au-delà du périphérique. Deux autres édifices, le palais de la Porte Dorée et le bastion no 1 sont situés entre le périphérique et les boulevards des Maréchaux. Les autres édifices inscrits au titre des monuments historiques sont répartis dans le reste de l'arrondissement.
6 édifices concernent des édicules d'accès au métro réalisés par Hector Guimard.
Le graphique suivant résume le nombre de bâtiments historiques par décennies :

## Liste
| Monument                                                                   | Adresse                                                 | Coordonnées                      | Notice         | Protection    | Date      | Illustration                                                              |
| -------------------------------------------------------------------------- | ------------------------------------------------------- | -------------------------------- | -------------- | ------------- | --------- | ------------------------------------------------------------------------- |
| Barrière du Trône                                                          | Avenue du Trône                                         | 48° 50′ 53″ nord, 2° 23′ 54″ est | « PA00086560 » | Classé        | 1907      | Barrière du Trône                                                         |
| Bastion no 1                                                               | 117bis boulevard Poniatowski                            | 48° 49′ 43″ nord, 2° 23′ 23″ est | « PA00086561 » | Inscrit       | 1970      | Bastion no 1                                                              |
| Boulangerie                                                                | 2 rue Émilio-Castelar 85bis rue de Charenton            | 48° 50′ 57″ nord, 2° 22′ 30″ est | « PA00086562 » | Inscrit       | 1984      | Boulangerie                                                               |
| Boulangerie                                                                | 19 rue Montgallet                                       | 48° 50′ 37″ nord, 2° 23′ 15″ est | « PA00086563 » | Inscrit       | 1984      | Boulangerie                                                               |
| Caserne des Mousquetaires-Noirs                                            | Hôpital des Quinze-Vingts, 26 rue de Charenton          | 48° 51′ 04″ nord, 2° 22′ 20″ est | « PA00086564 » | Inscrit       | 1976      | Caserne des Mousquetaires-Noirs                                           |
| Charcuterie                                                                | 4bis rue Parrot                                         | 48° 50′ 48″ nord, 2° 22′ 23″ est | « PA00086566 » | Inscrit       | 1984      | Charcuterie                                                               |
| Château de Vincennes                                                       | Bois de Vincennes et Vincennes                          | 48° 50′ 34″ nord, 2° 26′ 09″ est | « PA00086567 » | Classé        | 1993      | Château de Vincennes                                                      |
| Cimetière de Picpus                                                        | 35 rue de Picpus                                        | 48° 50′ 38″ nord, 2° 24′ 00″ est | « PA75120002 » | Inscrit       | 1998      | Cimetière de Picpus                                                       |
| Colonne de Juillet                                                         | Place de la Bastille                                    | 48° 51′ 11″ nord, 2° 22′ 09″ est | « PA00086253 » | Classé        | 1995      | Colonne de Juillet                                                        |
| École Saint-Michel-de-Picpus                                               | 41 boulevard de Picpus                                  | 48° 50′ 39″ nord, 2° 24′ 05″ est | « PA00133011 » | Inscrit       | 1994      | École Saint-Michel-de-Picpus                                              |
| Édicule Guimard de la station de métro Bastille                            | Rue de Lyon transféré boulevard Beaumarchais            | 48° 51′ 11″ nord, 2° 22′ 09″ est | « PA00086576 » | Inscrit       | 1978      | Édicule Guimard de la station de métro Bastille                           |
| Édicule Guimard de la station de métro Daumesnil                           | Place Félix-Éboué, terre-plein central                  | 48° 50′ 23″ nord, 2° 23′ 45″ est | « PA00086577 » | Inscrit       | 2016      | Édicule Guimard de la station de métro Daumesnil                          |
| Édicule Guimard de la station de métro Gare de Lyon                        | Boulevard Diderot, côté cour SNCF                       | 48° 50′ 44″ nord, 2° 22′ 22″ est | « PA00086578 » | Inscrit       | 2016      | Édicule Guimard de la station de métro Gare de Lyon                       |
| Édicule Guimard de la station de métro Nation                              | Place de la Nation, côté boulevard Diderot              | 48° 50′ 53″ nord, 2° 23′ 42″ est | « PA00086579 » | Inscrit       | 1978      | Édicule Guimard de la station de métro Nation                             |
| Édicule Guimard de la station de métro Nation                              | Place de la Nation, côté avenue Dorian                  | 48° 50′ 52″ nord, 2° 23′ 43″ est | « PA00086580 » | Inscrit       | 2016      | Édicule Guimard de la station de métro Nation                             |
| Édicule Guimard de la station de métro Picpus                              | Avenue de Saint-Mandé                                   | 48° 50′ 43″ nord, 2° 24′ 02″ est | « PA00086581 » | Inscrit       | 2016      | Édicule Guimard de la station de métro Picpus                             |
| Église du Saint-Esprit                                                     | 186 avenue Daumesnil                                    | 48° 50′ 17″ nord, 2° 23′ 51″ est | « PA00086569 » | Classé        | 2016      | Église du Saint-Esprit                                                    |
| Église Notre-Dame-de-la-Nativité de Bercy                                  | Place Lachambeaudie                                     | 48° 50′ 10″ nord, 2° 23′ 13″ est | « PA00086568 » | Inscrit       | 1982      | Église Notre-Dame-de-la-Nativité de Bercy                                 |
| Entrepôts de Bercy (actuels Bercy Village et musée des Arts forains)       |                                                         | 48° 50′ 00″ nord, 2° 23′ 20″ est | « PA00086565 » | Inscrit       | 1986      | Entrepôts de Bercy (actuels Bercy Village et musée des Arts forains)      |
| Fondation Eugène-Napoléon                                                  | 254 rue du Faubourg-Saint-Antoine                       | 48° 50′ 55″ nord, 2° 23′ 30″ est | « PA75120001 » | Inscrit       | 1997      | Fondation Eugène-Napoléon                                                 |
| Gare de Lyon Façades et toitures du bâtiment principal, salle des fresques |                                                         | 48° 50′ 41″ nord, 2° 22′ 25″ est | « PA00086570 » | Inscrit       | 1984      | Gare de LyonFaçades et toitures du bâtiment principal, salle des fresques |
| Hôpital Saint-Antoine                                                      |                                                         | 48° 50′ 57″ nord, 2° 22′ 57″ est | « PA00086571 » | Inscrit       | 1962      | Hôpital Saint-Antoine                                                     |
| Hospice Saint-Michel                                                       | 35 avenue Courteline                                    | 48° 50′ 40″ nord, 2° 24′ 54″ est | « PA00086572 » | Inscrit       | 1929      | Hospice Saint-Michel                                                      |
| Immeubles                                                                  | 12-12bis quai de la Rapée                               | 48° 50′ 24″ nord, 2° 22′ 31″ est | « PA00086573 » | Inscrit Radié | 1962 2016 | Immeubles                                                                 |
| Pagode de Vincennes                                                        | Bois de Vincennes, 40 route circulaire du Lac-Daumesnil | 48° 49′ 42″ nord, 2° 24′ 55″ est | « PA00086582 » | Inscrit       | 1975      | Pagode de Vincennes                                                       |
| Jardin tropical de Paris                                                   | Bois de Vincennes                                       | 48° 50′ 00″ nord, 2° 27′ 55″ est | « PA00086585 » | Inscrit       | 1994      | Jardin tropical de Paris                                                  |
| Lavoir du marché Lenoir                                                    | 7, 9 rue de Cotte                                       | 48° 50′ 56″ nord, 2° 22′ 37″ est | « PA00086574 » | Inscrit       | 1988      | Lavoir du marché Lenoir                                                   |
| Magasin de meubles Gouffé (actuel Barrio Latino)                           | 46, 48 rue du Faubourg-Saint-Antoine                    | 48° 51′ 07″ nord, 2° 22′ 22″ est | « PA00125444 » | Inscrit       | 1992      | Magasin de meubles Gouffé (actuel Barrio Latino)                          |
| Marché Beauvau                                                             | Place d'Aligre                                          | 48° 50′ 57″ nord, 2° 22′ 40″ est | « PA00086575 » | Inscrit       | 1982      | Marché Beauvau                                                            |
| Palais de la Porte Dorée                                                   | 293 avenue Daumesnil                                    | 48° 50′ 07″ nord, 2° 24′ 34″ est | « PA00086583 » | Classé        | 1987      | Palais de la Porte Dorée                                                  |
| Pavillon de l'ancienne douane                                              | 139 rue de Bercy                                        | 48° 50′ 27″ nord, 2° 22′ 40″ est | « PA00086586 » | Inscrit       | 1962      | Pavillon de l'ancienne douane                                             |
| Pavillon de la barrière d'eau                                              | 10 quai de la Rapée                                     | 48° 50′ 23″ nord, 2° 22′ 31″ est | « PA00086586 » | Inscrit       | 1962      | Pavillon de la barrière d'eau                                             |
| Pavillon de chasse du duc de Guise                                         | 99bis, 101 rue de Reuilly                               | 48° 50′ 36″ nord, 2° 23′ 29″ est | « PA00086587 » | Inscrit       | 1938      | Pavillon de chasse du duc de Guise                                        |
| Pyramide                                                                   | Bois de Vincennes, route de la Pyramide                 | 48° 50′ 02″ nord, 2° 26′ 43″ est | « PA00086584 » | Classé        | 1946      | Pyramide                                                                  |
| Le Train bleu                                                              | Gare de Lyon                                            | 48° 50′ 42″ nord, 2° 22′ 24″ est | « PA00086570 » | Classé        | 1972      | Le Train bleu                                                             |
| Viaduc d'Austerlitz                                                        |                                                         | 48° 50′ 37″ nord, 2° 22′ 04″ est | « PA00086589 » | Inscrit       | 1986      | Viaduc d'Austerlitz                                                       |